# A Dangerous Man
A Dangerous Man ist ein US-amerikanischer Direct-to-Video-Thriller aus dem Jahr 2009 mit Steven Seagal in der Rolle des Shane Daniels.

## Handlung
Nach sechs Jahren wird der zu Unrecht verurteilte Shane Daniels aus dem Gefängnis entlassen. Daraufhin will er die Vereinigten Staaten verlassen, um ein neues Leben in Europa zu beginnen. Doch schon Stunden nach seiner Freilassung wird er Zeuge eines Mordes an einem Polizeibeamten. Shane flüchtet zusammen mit Sergey und Tia vom Unfallort und sieht sich im nächsten Augenblick zwischen den Fronten, die von korrupten Polizisten und der Russischen Mafia bis hin zu den Chinesischen Triaden reichen.